# Norbertas
Norbertas ist ein litauischer männlicher Vorname (abgeleitet von Norbert).

## Personen
- Norbertas Vėlius (1938–1996),  Ethnograph und Religionswissenschaftler, Ordinarius an der Vytautas-Magnus-Universität Kaunas